# Heather Samuel
Pour les articles homonymes, voir Samuel (homonymie).
Heather Barbara Samuel est une athlète d'Antigua-et-Barbuda, spécialisée dans le 100 mètres et le 200 mètres. Entre 1992 et 2004, elle a participé à quatre Jeux olympiques et à cinq championnats du monde.

## Carrière
Elle a remporté son premier titre lors des Jeux de la CARIFTA de 1989, réservés aux sportifs âgés de moins de vingt ans, en courant le 100 m en 11 s 71.
C'est pendant son activité au sein de l'Université d'État de Murray, entre 1991 et 1994, qu'elle a établi ses records personnels sur 100 (11 s 20 en 1993) et 200 mètres (23 s 20 en 1994), tous deux records d'Antigua-et-Barbuda.
Heather Samuel a, entre 1990 et 2003, récolté de nombreuses médailles lors des compétitions s'étant déroulées sur le sol américain, et tout particulièrement les Championnats, ou, suivant les années, les Jeux d'Amérique centrale et des Caraïbes. Elle a notamment obtenu l'or en 1995 sur 100 m. La même année elle a été médaillée de bronze aux Jeux panaméricains.
Pour ce qui est des Jeux olympiques et des championnats du monde, malgré de nombreuses participations, souvent sur les deux épreuves, et une fois en relais (en 1996), elle n'a jamais dépassé le stade des quarts de finale. Elle a à son actif trois participations aux Championnats du monde d'athlétisme en salle, avec comme meilleure performance 7 s 30 (record national) en demi-finale en 2003.
Elle a battu un dernier record national en 2004, sur l'épreuve du 4 × 100 mètres, en réalisant 46 s 22 avec ses coéquipières, le 2 mai à Port-d'Espagne. Après une dernière participation aux Jeux olympiques, elle a pris sa retraite sportive à l'issue de la saison, tout en restant très impliquée dans le développement de l'athlétisme dans son pays,.

### Palmarès
| Date | Compétition                                 | Lieu          | Résultat | Discipline | Performance |
| ---- | ------------------------------------------- | ------------- | -------- | ---------- | ----------- |
| 1990 | Jeux d'Am. centrale et des Caraïbes         | Mexico        | 2e       | 100 m      | 11 s 73 (w) |
| 1990 | Jeux d'Am. centrale et des Caraïbes         | Mexico        | 3e       | 200 m      | 24 s 33     |
| 1995 | Championnats d'Am. centrale et des Caraïbes | Guatemala     | 1re      | 100 m      | 11 s 31     |
| 1995 | Championnats d'Am. centrale et des Caraïbes | Guatemala     | 3e       | 200 m      | 23 s 34     |
| 1995 | Jeux panaméricains                          | Mar del Plata | 3e       | 100 m      | 11 s 33 (w) |
| 1997 | Championnats d'Am. centrale et des Caraïbes | San Juan      | 3e       | 100 m      | 11 s 38     |
| 1997 | Championnats d'Am. centrale et des Caraïbes | San Juan      | 3e       | 200 m      | 23 s 73     |
| 1999 | Championnats d'Am. centrale et des Caraïbes | Bridgetown    | 2e       | 100 m      | 11 s 48     |
| 1999 | Championnats d'Am. centrale et des Caraïbes | Bridgetown    | 2e       | 200 m      | 23 s 64     |
| 2002 | Jeux d'Am. centrale et des Caraïbes         | San Salvador  | 2e       | 100 m      | 11 s 44 (w) |
| 2002 | Jeux d'Am. centrale et des Caraïbes         | San Salvador  | 3e       | 200 m      | 24 s 13     |

### Records
- 11 s 20 au 100 mètres, le 26 mai 1993 à Indianapolis (RN)

- 23 s 20 au 200 mètres, le 22 mai 1994 à Atlanta (RN)

- 7 s 30 au 60 mètres en salle, le 14 mars 2003 à Birmingham